# Lago di Costalovara
Il lago di Costalovara (Wolfsgrubensee o Wolfsgrub(e)ner See in tedesco) è un piccolo lago alpino situato sull'altopiano del Renon a 1.176 m nel comune di Renon (BZ), a circa 12 km da Bolzano.

## Descrizione

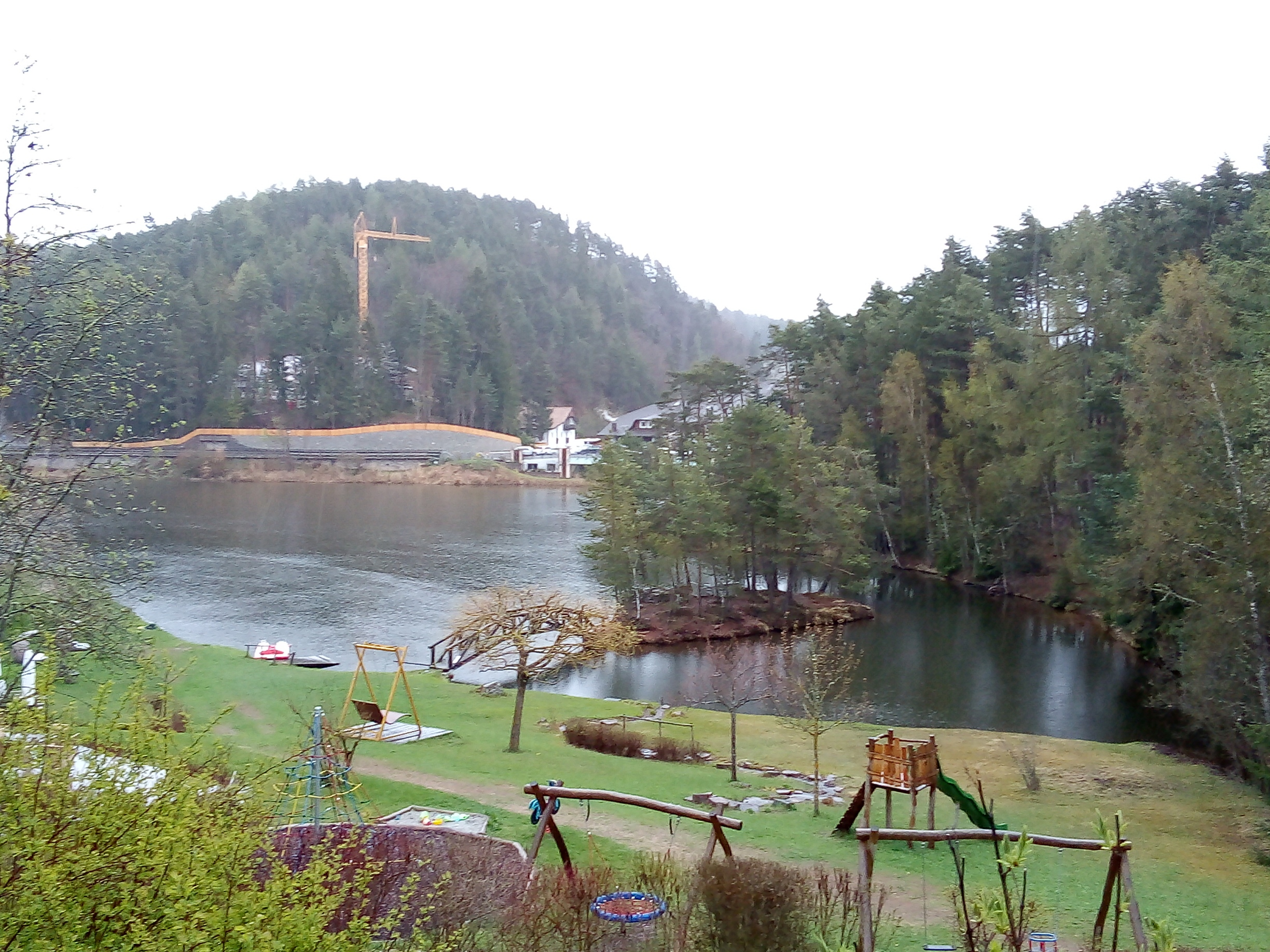

Creatosi naturalmente, nel XVIII secolo il lago fu accresciuto artificialmente per mezzo di una diga di terra all'estremità nord-orientale. Lo scopo di tale opera era di incrementarne il bacino per poter sfruttare più ampie riserve d'acqua per azionare mulini e segherie, uso successivamente sostituito dallo sfruttamento delle acque per l'irrigazione. A causa dell'assenza di affluenti naturali, il lago di Costalovara era soggetto a forti cali idrici stagionali. Per ovviare a questi fu costruita una tubatura della lunghezza di 5 km che preleva acqua dal rio Emmer (un affluente del Talvera) e alimenta il lago.
Il lago è abitato da lucci, carpe, tinche, persici reali, scardole, cosa inusuale per quell'altitudine. In inverno è possibile pattinare sulla sua superficie ghiacciata.
A sud, a un quarto d'ora circa di cammino, è presente nel bosco un altro piccolo specchio d'acqua, il lago di Mezzo (ted. Mitterstieler See).

## Origini del nome
Il nome del lago è attestato nel 1406 come ze Weyer, nel 1768 come Weyer zu Wolfsgrueben e nel 1845 come Wolfsgruben-See e significa letteralmente "fossa dei lupi", significato analogo al toponimo italiano creato solamente nel Novecento.